# Umberto Pettinicchio
Umberto Pettinicchio (ur. 30 czerwca 1943 w Torremaggiore) – włoski malarz i rzeźbiarz. 
Urodził się w Torremaggiore. Studiował w Akademii Sztuk Pięknych de Brera w Mediolanie, pierwszą wystawę miał w 1967. Jego wczesne dzieła malarskie powstały w stylu ekspresjonistycznym, z czasem tworzył w abstrakcyjnym stylu. 